# IMMSI
Immsi S.p.A. è una holding italiana controllata dalla famiglia Colaninno.
La società è quotata dal febbraio 2000 presso la Borsa valori di Milano nell'indice FTSE Italia Small Cap.

## Storia
Immsi nasce il 10 febbraio 2000 come controllata di Telecom Italia, che le conferisce il ramo immobiliare di Sirti S.p.A., un bouquet di 24 immobili, principalmente dislocati nelle province di Roma e Milano, costruiti per supportare la realizzazione di reti telefoniche, con un valore stimato tra i 401 ed i 410 miliardi di lire.
Si quota alla Borsa di Milano nello stesso anno, con Telecom Italia che rimane primo azionista con il 45% delle azioni.
Nel novembre 2002, la compagnia telefonica nazionale vende il 45% alla famiglia Colaninno per 68,3 milioni di euro, diventando successivamente la finanziaria di un gruppo cui fanno capo oltre 40 società operative in settori di attività diversificati, in particolare industriale, cantieristico navale e immobiliare.
La società è presieduta da Roberto Colaninno che la controlla con le partecipate: Omniainvest S.p.A. (44,141%) destinata all'investimento in campo industriale (all'iniziativa partecipano i manager Rocco Sabelli e Luciano La Noce e il banchiere Ruggero Magnoni) e coordinata dalla holding di famiglia Omniaholding S.p.A. (15,002%). Amministratore delegato e direttore generale è il secondogenito di Colaninno, Michele, mentre il primogenito, Matteo, fa parte del consiglio d'amministrazione.
Nell'ottobre 2003 la società acquisisce la Piaggio, l'azienda di Pontedera che, dal 1999 in mano al fondo di private equity della banca d'affari Morgan Granfell, si trova in difficoltà con 500 milioni di debiti (la metà del fatturato) in cui sono coinvolte le principali banche italiane e che poi Colaninno porta in Borsa nel novembre 2006. Nel 2004 rafforza il settore motociclistico rilevando anche il Gruppo Aprilia (con la Guzzi), entra anche nel settore navale acquisendo Rodriquez Cantieri Navali (la società messinese, con 4 impianti di progettazione e costruzione di cui tre in Italia e uno in Brasile, sarà poi fusa per incorporazione in Intermarine nel 2012) e nel settore immobiliare rilevando da un'asta fallimentare Is Molas, in provincia di Cagliari.
In seguito alla crisi dell'ex Alitalia, nel 2008 Roberto Colaninno riunisce una ventina di industriali italiani in una cordata appoggiata da Intesa Sanpaolo (guidata all'epoca da Corrado Passera) per tentare il salvataggio della compagnia aerea in mano statale. Viene così creata la CAI - Compagnia Aerea Italiana partecipata da Immsi e dagli altri partner allo scopo di rilevare l'attività aeronautica, i velivoli e parte del personale di Alitalia ad eccezione degli esuberi e dei debiti residui che sono rimasti nella vecchia Alitalia e a carico dello Stato con un costo per i contribuenti valutato dall'economista Tito Boeri in 4 miliardi di euro. Con il progetto Fenice è avvenuta l'incorporazione di Air One nella Alitalia-CAI con la partecipazione di Carlo Toto nell'azionariato di CAI. Dal 2009 CAI, tramite MIDCO S.p.A., è azionista al 51% della nuova Alitalia.

## Settori
Gli ambiti di interesse sono molteplici e riguardano:
- il settore immobiliare (attività turistico - alberghiere) attraverso le società: 
  - Is Molas S.p.A., controllata col 67,26% del capitale: gestisce il progetto di sviluppo del Golf Resort, villaggio turistico nei comuni di Pula e Villa S.Pietro in provincia di Cagliari; un progetto da 250 milioni con la costruzione di 240 ville di lusso, sette ristoranti, un nuovo percorso da golf a 18 buche.[11]
  - Pietra S.r.l., controllata con il 77,78%: progetto a Pietra Ligure, in provincia di Savona, di creare un centro di manutenzione di yacht, un porticciolo per 250 ormeggi, albergo a 5 stelle.[12]
  - Apuliae S.p.A., controllata con l'85,69%: struttura turistica ricettiva, con un albergo a 5 stelle super e 72 camere, ricavata dalla ex Colonia Sinigaglia di Santa Maria di Leuca, in provincia di Lecce.
- il settore industriale (fabbricazione e commercializzazione di motocicli, scooter, ciclomotori e veicoli commerciali leggeri) attraverso le società facenti parte del gruppo Piaggio, controllato con il 50,49% del capitale: Piaggio, Aprilia, Derbi, Gilera, Laverda, Moto Guzzi, Vespa;
- il settore navale (fabbricazione e commercializzazione di aliscafi, traghetti, imbarcazioni per la difesa e barche da diporto) attraverso la società del gruppo Intermarine S.p.A., controllata con il 72,15%: Rodriquez Cantieri Navali, Conam,  Rodriquez Marine System.

La società detiene inoltre un immobile di proprietà situato a Roma (Via Abruzzi), attualmente locato, e una quota pari a fine 2015 al 2,66% dell'Alitalia S.p.A., scesa dal 7% del 2008 al 2,82% del 2016.
(Fonte: bilancio aziendale 2016 reperibile sul sito della società e approvato il 23 marzo 2017)

## Situazione economica
La società ha chiuso il 2016 con 1,38 miliardi di euro di ricavi (un aumento dell'1,6% rispetto al 2015) ma ha chiuso i conti in rosso, registrando una perdita di 8,7 milioni di euro (minore comunque rispetto ai 9,6 milioni del 2015) a causa degli oneri finanziari sul debito di oltre 900 milioni di euro.